# Chibuto
Chibuto est une ville de la province de Gaza en Mozambique avec 58 000 habitants en 2009.
Elle est aussi la capitale du district de Chibuto. Il y a un aéroport à Chibuto.
Depuis 1998, Chibuto est une municipalité avec un conseil municipal élu.
Le premier président du conseil municipal a été Francisco Barage Muchanga de 1998 à 2003, suivi de Francisco Chigongue et, en 2008, de Francisco Mandlate. Tous les trois sont membres du Frelimo.

## Population
Recensements de la population :
| 1997   | 2007   |
| ------ | ------ |
| 47 963 | 58 012 |